# Конечное расширение
Коне́чное расшире́ние — расширение поля {\displaystyle E\supset K}, такое, что {\displaystyle E} конечномерно над {\displaystyle K} как векторное пространство. Размерность векторного пространства {\displaystyle E} над {\displaystyle K} называется степенью расширения и обозначается {\displaystyle [E:K]}.

## Свойства конечных расширений
Конечное расширение всегда алгебраично. В самом деле пусть {\displaystyle [E:K]=n}, так как для любого элемента {\displaystyle \alpha \in E} набор из {\displaystyle n+1} элементов {\displaystyle 1,\alpha ,\alpha ^{2},...\alpha ^{n}} не может быть линейно независимым, значит существует многочлен над {\displaystyle K} степени не выше {\displaystyle n}, такой, что {\displaystyle \alpha } является его корнем.
Простое алгебраическое расширение {\displaystyle E=K(\alpha )} является конечным.
Если неприводимый многочлен {\displaystyle \alpha } над {\displaystyle K} имеет степень {\displaystyle n}, то {\displaystyle [E:K]=n}.
В башне полей {\displaystyle F\supset E\supset K}, поле {\displaystyle F} конечно над {\displaystyle K} тогда и только тогда, когда {\displaystyle F} конечно над {\displaystyle E} и {\displaystyle E} конечно над {\displaystyle K}. Это легко следует из основных свойств векторных пространств. В этом случае если {\displaystyle e_{1},...e_{n}} — базис {\displaystyle E} над {\displaystyle K} и {\displaystyle f_{1},...f_{m}} — базис {\displaystyle F} над {\displaystyle E} то {\displaystyle f_{1}e_{1},f_{1}e_{2},...f_{1}e_{n},f_{2}e_{1},...f_{m}e_{1},...f_{m}e_{n}} — базис {\displaystyle F} над {\displaystyle K}, отсюда {\displaystyle [F:E][E:K]=[F:K]}.
Конечное расширение E является конечно порождённым. В качестве порождающих элементов можно взять элементы любого базиса {\displaystyle E=K(e_{1},...e_{n})}. Обратно, любое конечно порождённое алгебраическое расширение является конечным. В самом деле, {\displaystyle K(\alpha _{1},\alpha _{2},...\alpha _{n})=K(\alpha _{1})(\alpha _{2})...(\alpha _{n})}. Элементы {\displaystyle \alpha _{i}} будучи алгебраическими над {\displaystyle K} остаются таковыми и над бо́льшим полем {\displaystyle K(\alpha _{1})...(\alpha _{i-1})}. Далее применяем теоремы о конечности простых алгебраических расширений и башне конечных расширений.
Если {\displaystyle E\supset K} конечно, то для любого расширения {\displaystyle F\supset K} то, (если {\displaystyle F} и {\displaystyle E} содержатся в каком-нибудь поле) композит полей {\displaystyle EF} является конечным расширением {\displaystyle F}).